# Joris Bengevoord
Berend Jan Joris Bengevoord (Winterswijk, 15 mei 1984) is een Nederlands bedrijfskundige, politicus en bestuurder. Hij is lid van GroenLinks. Sinds 21 april 2017 is hij burgemeester van Winterswijk.

## Maatschappelijke en politieke carrière
Bengevoord ging naar scholengemeenschap De Driemark in Winterswijk met als profiel economie en maatschappij. Daarna studeerde hij van 2002 tot 2009 bedrijfskunde aan de Universiteit van Tilburg met als specialisatie hrm en strategisch management. Van 2004 tot 2008 was hij er student-assistent connectie vwo-universiteit.
Vanaf 2007 was Bengevoord zakelijk leider en vanaf 2014 theaterproducent van theatergezelschap Theater van de klucht. In 2009 heeft hij met zijn toenmalige partner Arijan van Bavel  familiepretpark De Waarbeek in Hengelo overgenomen, vanaf 2010 werd hij er managing director. In 2010 werd hij ook mededirecteur van productiehuis De Zingende Decoupeerzaag. In verband met zijn burgemeesterschap heeft hij deze functies in 2017 opgegeven.
Namens GroenLinks was Bengevoord van 2010 tot 2011 commissielid en van 2011 tot 2017 gemeenteraadslid van Tilburg, vanaf 2013 als fractievoorzitter. Hij was er woordvoerder van WMO, jeugd(zorg), onderwijs, sociale zaken, financiën, armoede en vluchtelingen. Als fractievoorzitter was hij lid van het presidium, medeonderhandelaar van het coalitieakkoord en lid van de werkgeverscommissie.

## Burgemeester van Winterswijk
Op 21 april 2017 werd Bengevoord burgemeester van Winterswijk. Hij werd daarmee op 32-jarige leeftijd de jongste burgemeester van Nederland. Hij kreeg er veiligheid & handhaving, inclusief Algemene Plaatselijke Verordening, informatieveiligheid, burgerzaken, grensoverschrijdende samenwerking & Europese zaken, 100% Winterswijk, regio en bestuurscultuur in zijn portefeuille.
Als burgemeester van Winterswijk werd Bengevoord lid van het algemeen- en dagelijks bestuur van de Regio Achterhoek, plaatsvervangend lid van het algemeen bestuur van de GGD Noord- en Oost Gelderland en de Omgevingsdienst Achterhoek, lid van het algemeen bestuur van de Veiligheidsregio Noord- en Oost-Gelderland, lid van het bestuurscollege van de Politie Noord en Oost Gelderland, deelnemer van het overleg driehoek Politie Achterhoek Oost, lid van de bestuurlijke begeleidingscommissie Veiligheidsstrategie Oost, lid van het platform Stichting Marketing Winterswijk en lid van de bestuurlijke pijler van M50.
In 2019 werd Bengevoord door de lezers van Binnenlands Bestuur en Necker uitgeroepen tot "Beste Bestuurder van een kleine gemeente 2018". Op 8 december 2022 werd hij door de gemeenteraad van Winterswijk aanbevolen voor een herbenoeming als burgemeester. Op 13 april 2023 werd hij hiervoor beëdigd. De herbenoeming ging in op 21 april van dat jaar. Naar verwachting neemt hij op 31 augustus 2025 afscheid van Winterswijk.

## Dijkgraaf van Brabantse Delta
Op 23 april 2025 werd Bengevoord door het algemeen bestuur van Brabantse Delta aanbevolen als nieuwe dijkgraaf. De verwachting werd dat hij op 1 september van dat jaar begint.

## Nevenfuncties
In 2018 werd Bengevoord hoofd van de Nederlandse delegatie bij het Congres van Lokale en Regionale Overheden van de Raad van Europa. Op 31 oktober 2018 werd hij lid van de raad van toezicht van poppodium 013. Na de gemeenteraadsverkiezingen van 2022 werd hij informateur en formateur van een nieuw college in Tilburg. Op 26 januari 2024 werd hij voorzitter van de EUREGIO.

## Privéleven
Bengevoord had een relatie met acteur Arijan van Bavel.